# Ksar Chellala
Ksar Chellala est une commune algérienne de la daïra de Ksar Chellala, de la wilaya de Tiaret. Elle est située à 116 km à l'Est de Tiaret et à 240,06 km au Sud d'Alger dans les Hauts-plateaux.

## Géographie

### Localisation
Ksar el Boukhari est la commune d'importance historique la plus proche, vers le Nord.

## Histoire

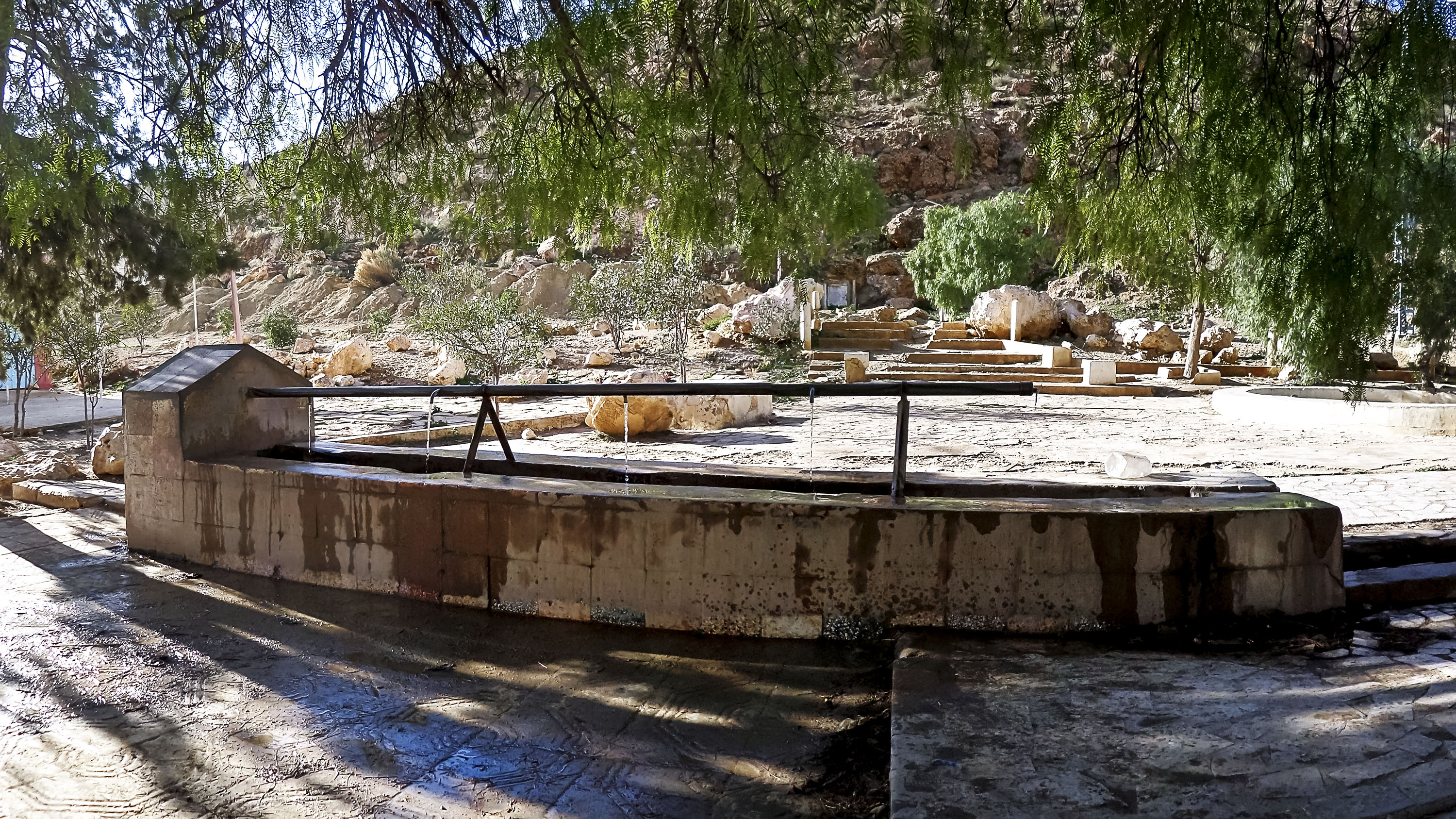
Sources "Ain Djeffala"

La proximité de la Zmalet El Emir Abdelkader laisse supposer l'animation militaire des années 1843 dans la région : bataille de la Smala.
Le groupement d'habitation de Chelalla est créé de toutes pièces par les autorités coloniales françaises vers 1883, près des sources "Ain Djeffala". 
La commune mixte de Chelalla, décidée en 1905-1906, est constituée en 1912. Le douar reçoit en 1921 le nom de "Reibell", puis le statut de commune en 1956.
« En 1926, Chellala avait une superficie de 519 524 hectares. La commune mixte comptait 16.618 habitants indigènes et 342 Européens ».
Marie-Claude Akiba Egry (1955? -), dans son roman autobiographique L’enfant qui se taisait , évoque l'atmosphère des années 1960-1970.

## Galery

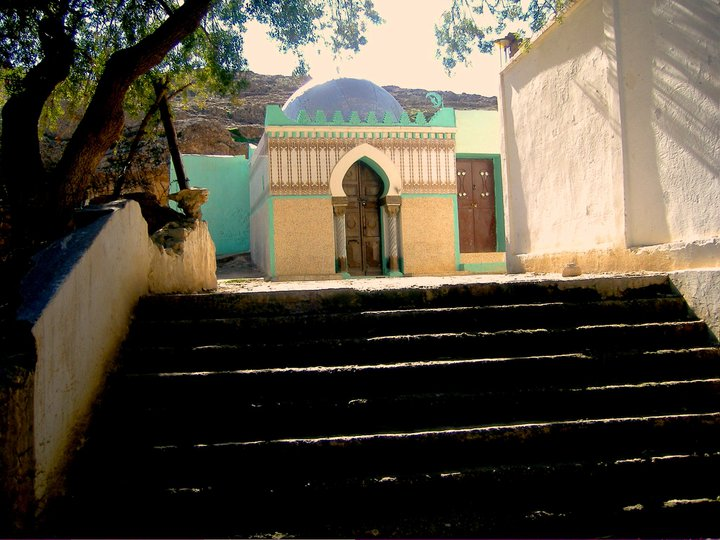
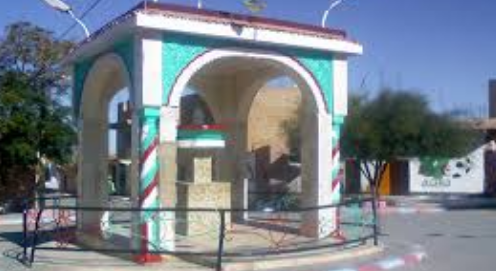
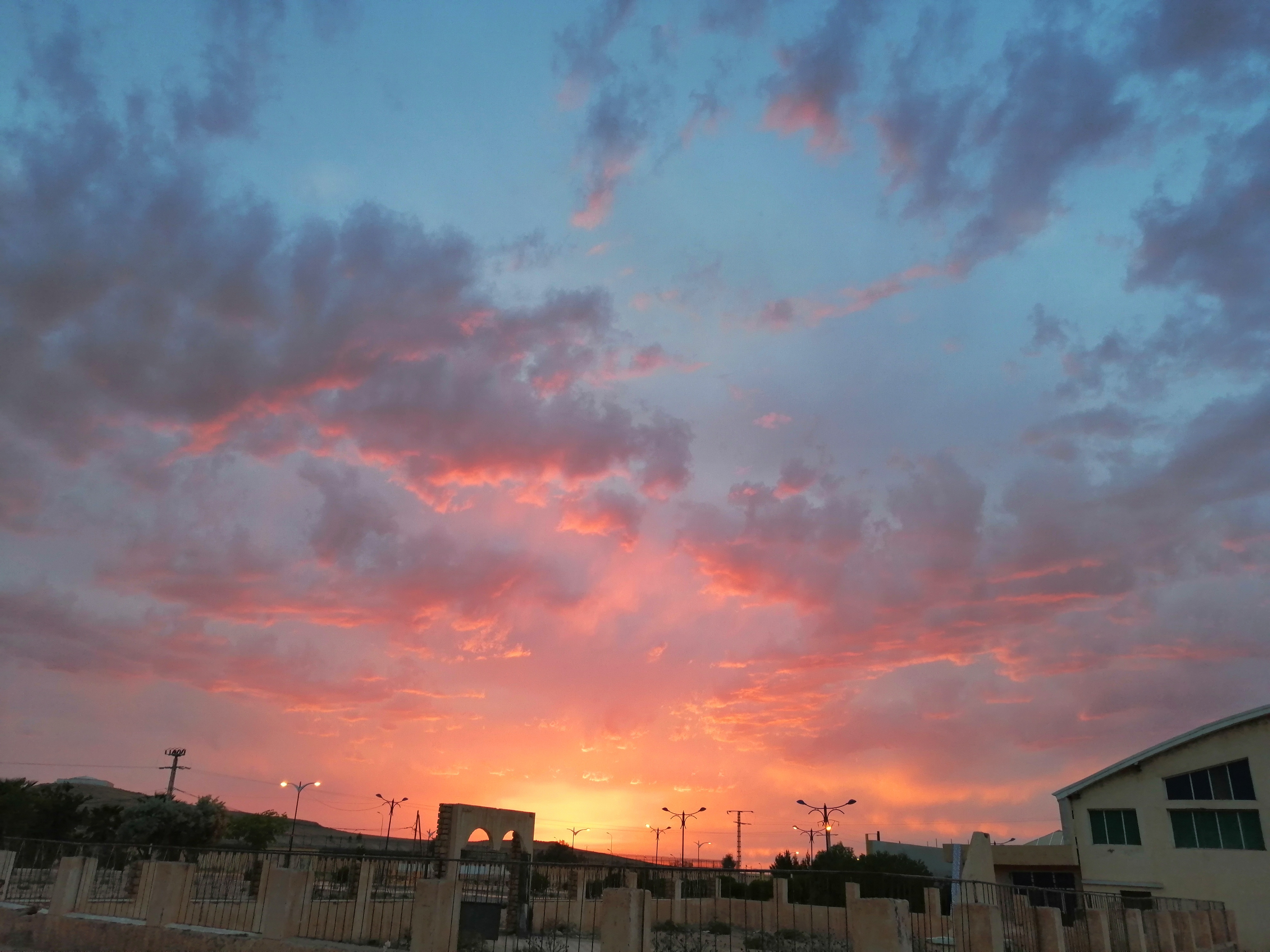
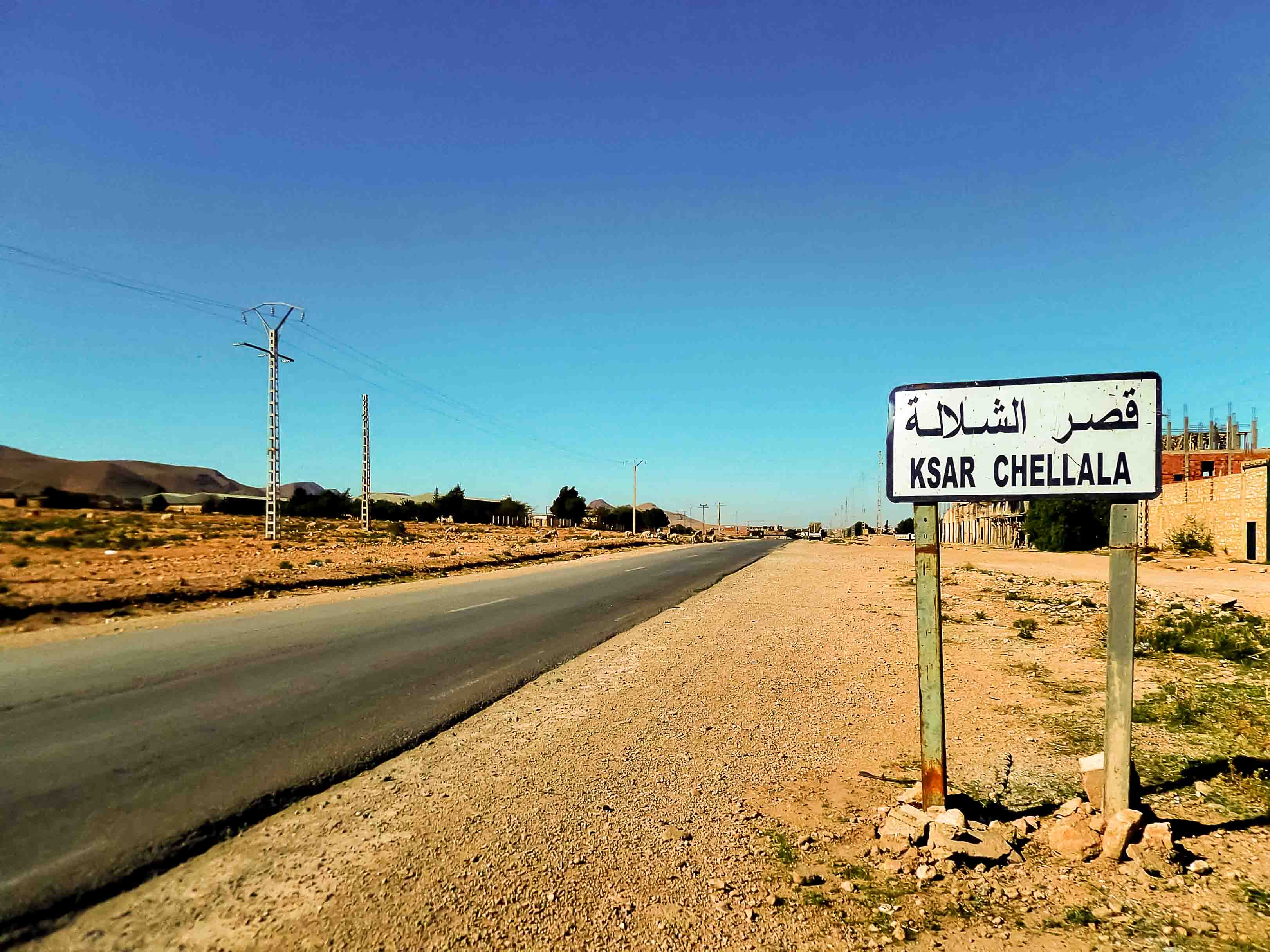